# 縱帶鰳
縱帶鰳為輻鰭魚綱鲱形目鋸腹鰳科的其中一種，為熱帶海水魚，分布於印度洋區[，從喀拉蚩至加爾各答半鹹水、海域，深度0-50公尺，體長可達18公分，棲息在沿海及河口區水域，生活習性不明，可做為食用魚。

## 擴展閱讀
維基物種上的相關：縱帶鰳